# Omicidio di Mujibur Rahman
L'omicidio di Mujibur Rahman, primo presidente del Bangladesh, e di gran parte della sua famiglia, venne commesso nelle prime ore del 15 agosto 1975 da un gruppo di giovani membri dell'esercito del Bangladesh, che invasero la sua residenza a Dacca nel contesto di un colpo di Stato. Dopo la morte di Sheikh Mujibur Rahman, il ministro del Commercio Khondaker Mostaq Ahmad prese immediatamente il controllo del governo e si autoproclamò presidente. L'assassinio ha segnato il primo intervento militare diretto nella politica incentrata sull'amministrazione civile del Bangladesh. Il 15 agosto è la Giornata nazionale del lutto, una festa nazionale ufficiale in Bangladesh.